# Новинка (Доможировское сельское поселение)
Новинка — деревня в Доможировском сельском поселении Лодейнопольского района Ленинградской области.

## История
Деревня Новинка упоминается на плане западной части Лодейнопольского уезда 1818 года.

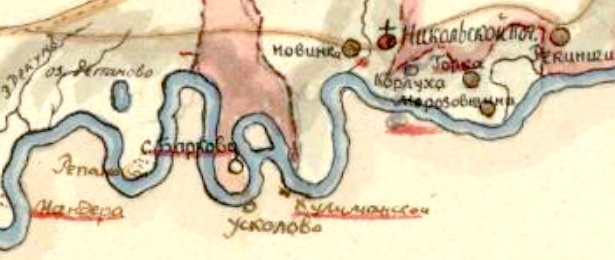
Деревня Новинка на плане 1818 года

НОВИНКА (НОВОЖИЛЫ) — деревня близ реки Ояти при колодцах, число дворов — 4, число жителей: 15 м. п., 16 ж. п.  (1879 год)

Сборник Центрального статистического комитета описывал её так:

НОВОЖИЛЫ (НОВИНКА) — починок бывший владельческий, дворов — 1, жителей — 5; школа. (1885 год)

Деревня относилась к Горской волости Лодейнопольского уезда Олонецкой губернии.

НОВИНКА — деревня при реке Ояти, население крестьянское: домов — 11, семей — 11, мужчин — 25, женщин — 38, всего — 63; некрестьянское:  домов — 4, семей — 3, мужчин — 5, женщин — 6; лошадей — 8, коров — 11, прочего — 8, школа. (1905 год)

В конце XIX — начале XX века деревня административно относилась к Заостровской волости 1-го стана Лодейнопольского уезда Олонецкой губернии.
Согласно карте Ленинградской области Северо-западного аэрогеодезического треста ГГУ издания 1932 года деревня насчитывала 9 крестьянских дворов.

Деревня Новинка на карте РККА 1940 года

По данным 1933 года деревня Новинка входила в состав Рекинского сельсовета Пашского района.
По данным 1936 года деревня Новинка была административным центром Рекинского сельсовета, в который входили 14 населённых пунктов, 353 хозяйства и 7 колхозов.
По данным 1966 и 1973 годов деревня Новинка входила в состав Доможировского сельсовета Волховского района.
По данным 1990 года деревня Новинка входила в состав Доможировского сельсовета Лодейнопольского района.
В 1997 году в деревне Новинка Доможировской волости проживали 14 человек, в 2002 году — 8 человек (все русские).
С 1 января 2006 года в составе Вахновакарского сельского поселения.
В 2007 году в деревне Новинка Вахновокарского СП проживали 10 человек, в 2010 году — 8 человек.
С 2012 года в составе Доможировского сельского поселения.

## География
Деревня расположена в западной части района к северу от автодороги 41К-016 (Станция Оять — Плотично).
Расстояние до административного центра поселения — 9 км.
Расстояние до ближайшей железнодорожной станции Оять-Волховстроевский — 5 км.
Деревня находится на правом берегу реки Оять.

## Демография
| 1879 | 1885 | 1905 | 1997 | 2007 | 2010 | 2014 |
| ---- | ---- | ---- | ---- | ---- | ---- | ---- |
| 31   | ↘5   | ↗74  | ↘14  | ↘10  | ↘8   | ↗14  |
| 2017 |      |      |      |      |      |      |
| ↘11  |      |      |      |      |      |      |

### Национальный состав
Согласно данным Всероссийской переписи населения 2021 года в деревне проживали 8 человек, все русские.

## Инфраструктура
По данным администрации Доможировского сельского поселения:
- на 1 января 2014 года в деревне было зарегистрировано 7 домохозяйств и 19 жителей[21].
- на 1 января 2021 года в деревне было зарегистрировано 5 домохозяйств и 5 жителей[22].

## Достопримечательности
- Церковь Преображения Господня, 1820 года постройки, деревянная, недействующая, состояние критическое[23].
- Церковь Александра Невского, 2013 года постройки, деревянная, недействующая, состояние хорошее[24].